# Brügger & Thomet MP9
A Brügger & Thomet MP9 (Maschinenpistole 9mm) é uma pistola-metralhadora projetada e fabricada pela Brügger & Thomet da Suíça. A MP9 é uma pistola-metralhadora de fogo seletivo que utiliza munição de pistola 9x19mm Parabellum. Ela usa carregadores destacáveis de polímero transparente com capacidade para 15, 20, 25 e 30 cartuchos. Possui três medidas de segurança: um botão seletor ambidestro de segurança / modo de disparo (segurança manual), uma trava do gatilho e segurança de queda. A MP9 é um desenvolvimento da Steyr TMP. O design da TMP foi comprado da Steyr em 2001. As diferenças da TMP incluem uma coronha que dobra para o lado direito da arma, um trilho Picatinny integrado e uma nova trava do gatilho.

## Variantes
A TP9 é uma variante civil semiautomática da MP9. Seu design é semelhante à Steyr SPP, mas seu diferencial é um trilho Picatinny MIL-STD-1913, instalado na frente do guarda-mato, no lugar do cabo frontal. Isso foi para contornar as leis americanas sobre armas de fogo. A TP9SF é superficialmente semelhante, embora seja de fogo seletivo e não apenas semiautomática. Uma versão que utiliza munição 6,5x25mm CBJ está em desenvolvimento - uma troca de cano é tudo o que deve ser necessário para converter para 6,5mm.
As variantes posteriores (TP9-N, TP9-US, MP9-N, MP45) possuem novos seletores ambidestros de duas / três posições. Os antigos botões seletores apertáveis da Steyr são substituídos por novos seletores estilo "HK". Para contornar a lei de armas de fogo dos EUA com a TP9-N, a B&T decidiu adicionar um encaixe vazio para o cabo frontal, caso um cliente deseje adicionar um, em vez de um trilho Picatinny como na antiga TP9. Ela também vem sem coronha, mas com um ponto de fixação que pode acomodar várias coronhas e braçadeiras rebatíveis ou retráteis. Essa versão é chamada de TP9-US. A TP9-N usual é idêntica à MP9-N, apenas sem capacidade automática.

## Utilizadores
| País                 | Nome da organização                                        | Modelo | Quantidade | Data | Referência          |
| -------------------- | ---------------------------------------------------------- | ------ | ---------- | ---- | ------------------- |
| França               | GSPR                                                       | MP9    | −          | −    | [ 14 ]              |
| Líbano               | Guarda Republicana                                         | MP9    | −          | −    | [carece de fontes?] |
| Polônia              | Guarda Presidencial                                        | MP9    | −          | −    | [carece de fontes?] |
| Bélgica              | Forças Armadas da Bélgica                                  | MP9    | −          | −    | [carece de fontes?] |
| Índia                | Polícia de Mumbai e Polícia de Punjab                      | MP9    | −          | −    | [ 15 ]              |
| Índia                | Exército Indiano (para Pelotões Ghatak)                    | MP9    | 1568       | −    | [ 16 ]              |
| Indonésia            | KOPASKA                                                    | MP9    | −          | −    | [carece de fontes?] |
| Indonésia            | Kopassus                                                   | MP9    | −          | −    | [carece de fontes?] |
| Indonésia            | Paspampres                                                 | MP9    | −          | −    | [carece de fontes?] |
| Indonésia            | Taifib                                                     | MP9    | −          | −    | [ 17 ]              |
| Macau                | Grupo de Operações Especiais                               | MP9    | −          | −    | [carece de fontes?] |
| República Dominicana | Grupo de Proteção Presidencial                             | MP9    | −          | −    | [carece de fontes?] |
| Malásia              | Pasukan Khas Udara (PASKAU)                                | MP9    | −          | −    | [ 18 ]              |
| Portugal             | Exército Português (arma secundária do Exército Português) | MP9    | −          | −    | [ 1 ]               |
| Portugal             | Polícia Marítima (Grupo de Ações Táticas)                  | MP9    |            |      |                     |
| Rússia               | Grupo Alpha do FSB                                         | MP9    | −          | −    | [ 20 ] [ 21 ]       |
| Suíça                | Polícia da Suíça                                           | MP9    | −          | −    | [ 8 ]               |
| Suíça                | Exército Suíço                                             | MP9    | −          | −    | [ 22 ]              |
| Suíça                | Policía Militar Suíça                                      | MP9    | −          | −    | [carece de fontes?] |
| Suíça                | Serviço de Segurança Diplomática Suíço                     | MP9    | −          | −    | [carece de fontes?] |
| Coreia do Sul        | 707º Batalhão de Missões Especiais                         | MP9    | −          | −    | [carece de fontes?] |
| Bulgária             | Gendarmeria                                                | MP9    | −          | −    | [ 8 ]               |
| Tailândia            | Departamento de Investigação Especial                      | MP9    | −          | −    | [carece de fontes?] |
| Países Baixos        | Real Força Aérea Neerlandesa                               | MP9    | −          | −    | [ 23 ]              |
| Países Baixos        | Brigade Speciale Beveiligingsopdrachten                    | MP9    | −          | −    | [carece de fontes?] |
| Singapura            | Força-Tarefa de Operações Especiais                        | MP9    | −          | −    | [ 24 ]              |
| Estados Unidos       | Unidades SWAT                                              | MP9    | −          | −    | [carece de fontes?] |